# Tacherting
Tacherting település Németországban, azon belül Bajorországban. Lakosainak száma 5797 fő (2023. december 31.).

## Népesség
A település népessége az elmúlt években az alábbi módon változott:
| Lakosok száma | 642  | 2076 | 4401 | 4388 | 5477 | 5605 | 5761 | 5733 | 5752 | 5797 |
|               | 1875 | 1950 | 1975 | 1987 | 2012 | 2014 | 2016 | 2017 | 2021 | 2023 |